# لارنتة بربرية
لارنتة بربرية (الاسم العلمي:Larentia berberina) هي نوع من الحشرات تتبع جنس اللارنتة من الفصيلة الأرفية.